# Ōamishirasato
Ōamishirasato (jap. 大網白里市 Ōamishirasato-shi) – miasto w Japonii, w prefekturze Chiba, na wyspie Honsiu (Honshū). Ma powierzchnię 58,08 km². W 2020 r. mieszkało w nim 48 155 osób, w 19 531 gospodarstwach domowych  (w 2010 r. 50 122 osoby, w 18 117 gospodarstwach domowych).

## Historia
1 grudnia 1954 roku, w wyniku połączenia miejscowości Ōami (jap. 大網町 Ōami-machi), Shirasato (jap. 白里町 Shirasato-machi) i wioski Masuho (jap. 増穂村 Masuho-mura), powstała miejscowość Ōamishirasato. Ōamishirasato zdobyło prawa miejskie 1 stycznia 2013 roku.

## Populacja
Zmiany w populacji terenu miasta w latach 1995–2020: